# Accident d'un Lockheed L-188 Electra de Trans Service Airlift
L' accident d'un Lockheed L-188 Electra de Trans Service Airlift s'est produit le 18 décembre 1995, lorsqu'un Lockheed L-188 Electra appartenant à Trans Service Airlift s'est écrasé peu après son décollage de Jamba (en), en Angola, tuant 141 passagers et membres d'équipage à bord. Le copilote et 2 passagers ont survécu au crash. Il s'agit de l'accident aérien le plus meurtrier de l'histoire de l'Angola, ainsi que du pire impliquant un Lockheed L-188 Electra.
Trans Service Airlift était une compagnie aérienne privée dont le siège était à l'aéroport international de Kinshasa-Ndjili, en République démocratique du Congo. L'appareil accidenté était l'un des nombreux avions vieillissants exploités par la compagnie. Construit en 1959, il a été vendu à Trans Service Airlift en 1992, après avoir servi chez d'autres opérateurs, dont Líneas Aéreas Paraguayas (en).
Le jour de l'accident, l'avion effectuait un vol charter pour le compte de l'UNITA. À la suite de l'embargo commercial de 1993 sur l'UNITA, il y avait des vols fréquents de transport clandestin, au départ du Zaïre. Trans Service Airlift faisait partie des compagnies aérienne citées dans le cadre de ces opérations. Ces vols transportaient rarement des armes (qui étaient généralement fournies par voie terrestre) ; les cargaisons habituelles étaient le personnel, le carburant, la nourriture et les fournitures médicales. Le gouvernement angolais a par la suite affirmé que l'avion transportait des armes.
L'avion, avec 139 passagers et 5 membres d'équipage, transportait 40 personnes de plus que ce qu'un Lockheed L-188 Electra pouvait transporter à la base, sans tenir compte du fret. Il s'est écrasé 2 minutes après le décollage. Certains rapports spéculent que la cargaison, mal arrimée, a pu glisser vers l'arrière de l'avion, entraînant un déséquilibre et une perte de contrôle en vol, conduisant à l'accident.